# Escuela de Grumetes Alejandro Navarrete Cisterna
La Escuela de Grumetes "Alejandro Navarrete Cisterna" es la encargada de formar al Personal de Línea de la Armada de Chile. Equivalente a la Escuela de Suboficiales en las otras ramas de las fuerzas Armadas – es el punto de partida de la carrera naval técnico profesional del personal de Gente de Mar.

## Historia
Los primeros indicios de lo que sería una futura Escuela de Grumetes fueron dados en el año 1846, cuando el Presidente de Chile Manuel Bulnes Prieto expresaba su interés en que los futuros tripulantes de los buques tuvieran una formación eficiente.
Una vez finalizada la Guerra contra España, se comprendió que era fundamental tener una fuerza naval profesional para impulsar la soberanía marítima. Por ello, el 3 de julio de 1868 se promulga el Decreto Supremo que da nacimiento a la Escuela Elemental y Profesional de los Aprendices de la Armada, promulgado por el presidente de Chile José Joaquín Pérez y su Ministro de Guerra y Marina Federico Errázuriz Zañartu.
Iniciaría sus actividades el 8 de marzo de 1869 a bordo del Vapor Valdivia, entre cuyos Oficiales se encontraba el entonces Teniente 2° Arturo Prat Chacón. El 16 de noviembre de 1876 la escuela pasa a llamarse Escuela de Grumetes. 
El año 1921, luego de la salida de los marinos alemanes tripulantes del Navío SMS Dresden de la Isla Quiriquina, las instalaciones de la Escuela se trasladan hacia dicho lugar, en donde permanecen actualmente. El año 1968, al celebrar el centenario de la Escuela, se le bautiza como Escuela de Grumetes Alejandro Navarrete Cisterna, debido a ser éste el primer Grumete en alcanzar el escalafón de Oficial de Mar, y que posteriormente fue Capitán de Navío.

## Formación académica
Los grumetes permanecerán en la Escuela durante un año acádemico. Posteriormente son destinados a la Academia Politécnica Naval, en donde permanecerán uno o dos años, dependiendo de su especialidad.
Una vez investidos del grado de Marinero las primeras antigüedades de cada especialidad son embarcadas en el Crucero de Instrucción Buque Escuela Esmeralda.

## Carrera
Aquí se presenta la gradación que obtienen los Grumetes y el Personal de Línea de la Armada de Chile durante su carrera naval:
| Años de estudio | Grado                      |
| --------------- | -------------------------- |
| 1° año          | Grumete                    |
| 2° año          | Grumete Naval o Grumete IM |

| Años de Suboficial | Grado                       |
| ------------------ | --------------------------- |
| 1° - 3° año        | Marinero 1º o Soldado 1º IM |
| 4° - 10° año       | Cabo 2°                     |
| 11° - 17° año      | Cabo 1°                     |
| 18° - 23° año      | Sargento 2°                 |
| 24° - 26° año      | Sargento 1°                 |
| 27° - 29° año      | Suboficial                  |
| 30° año            | Suboficial mayor            |

## Himno Institucional
El Himno de la Escuela de Grumetes, fue compuesto en 1906, por el Capitán de Navío, don Manuel Villalón.
"VIEJA ESCUELA DE ALTIVOS MARINEROS"

(Himno de la Escuela de Grumetes)
.

CORO:

Vieja escuela de altivos marineros

en tus aulas sabemos del honor,

la grandeza, las glorias y los fueros

del sagrado chileno tricolor.

Estrofa Primera

Cada dia que pasa, los grumetes,

avistamos de nuevo otros confines,

al festivo compás de los clarines

desplegamos la fuerza y la salud.

Que con ella la Patria nos exige

retemplar los gallardos corazones,

y aprender las patrióticas lecciones

que nos guían al bien y a la salud.

Estrofa Segunda

Y al salir al servicio de la Armada,

el grumete sabrá ser marinero,

y esforzarse por ser siempre el primero

con su fe, su coraje y su valor.

Cuando quiere la Patria que nosotros

conservemos gigantes como un templo,

de sus bravos marinos el ejemplo,

de su Armada sin par todo el honor.